# Guldbollen

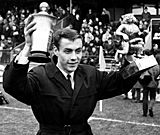
Ove Kindvall con il Guldbollen vinta nel 1966.

Il Guldbollen (letteralmente Pallone d'oro) è un premio calcistico assegnato dal quotidiano Aftonbladet e dalla Federazione svedese al miglior giocatore svedese dell'anno solare. L'equivalente femminile è il Diamantbollen.
Il premio è stato vinto dodici volte da Zlatan Ibrahimović (2005, 2007, 2008, 2009, 2010, 2011, 2012, 2013, 2014, 2015, 2016 e 2020) e due volte a testa da Bo Larsson (1965, 1973), Ralf Edström (1972, 1974), Glenn Hysén (1983, 1988), Tomas Brolin (1990, 1994), Patrik Andersson (1995, 2001), Henrik Larsson (1998, 2004), Fredrik Ljungberg (2002, 2006), Victor Lindelöf (2018, 2019) e Dejan Kulusevski (2022, 2023).
Curiosamente tra il 1947 e il 1949, la vittoria finale fu appannaggio dei fratelli Nordahl: Gunnar Nordahl, Bertil Nordahl e Knut Nordahl.

## Albo d'oro
| Anno | Giocatore             | Squadra                     |
| ---- | --------------------- | --------------------------- |
| 1946 | Gunnar Gren           | IFK Göteborg                |
| 1947 | Gunnar Nordahl        | IFK Norrköping              |
| 1948 | Bertil Nordahl        | Degerfors                   |
| 1949 | Knut Nordahl          | IFK Norrköping              |
| 1950 | Erik Nilsson          | Malmö FF                    |
| 1951 | Olle Åhlund           | Degerfors                   |
| 1952 | Kalle Svensson        | Helsingborg                 |
| 1953 | Bengt Gustavsson      | IFK Norrköping              |
| 1954 | Sven-Ove Svensson     | Helsingborg                 |
| 1955 | Gösta Löfgren         | Motala                      |
| 1956 | Gösta Sandberg        | Djurgården                  |
| 1957 | Bajdoff Johansson     | IFK Norrköping              |
| 1958 | Orvar Bergmark        | Örebro                      |
| 1959 | Agne Simonsson        | Örgryte                     |
| 1960 | Torbjörn Jonsson      | IFK Norrköping              |
| 1961 | Bengt Nyholm          | IFK Norrköping              |
| 1962 | Prawitz Öberg         | Malmö FF                    |
| 1963 | Harry Bild            | IFK Norrköping              |
| 1964 | Hans Mild             | Djurgården                  |
| 1965 | Bo Larsson            | Malmö FF                    |
| 1966 | Ove Kindvall          | IFK Norrköping Feyenoord    |
| 1967 | Ingvar Svahn          | Malmö FF                    |
| 1968 | Björn Nordqvist       | IFK Norrköping              |
| 1969 | Tommy Svensson        | Öster                       |
| 1970 | Jan Olsson            | Stoccarda                   |
| 1971 | Ronnie Hellström      | Hammarby                    |
| 1972 | Ralf Edström          | Åtvidaberg                  |
| 1973 | Bo Larsson            | Malmö FF                    |
| 1974 | Ralf Edström          | Åtvidaberg PSV              |
| 1975 | Kent Karlsson         | Åtvidaberg                  |
| 1976 | Anders Linderoth      | Öster                       |
| 1977 | Roy Andersson         | Malmö FF                    |
| 1978 | Ronnie Hellström      | Kaiserslautern              |
| 1979 | Jan Möller            | Malmö FF                    |
| 1980 | Rolf Zetterlund       | Brage                       |
| 1981 | Thomas Ravelli        | Öster                       |
| 1982 | Torbjörn Nilsson      | IFK Göteborg Kaiserslautern |
| 1983 | Glenn Hysén           | IFK Göteborg PSV            |
| 1984 | Sven Dahlkvist        | AIK                         |
| 1985 | Glenn Peter Strömberg | Atalanta                    |
| 1986 | Robert Prytz          | Rangers Bayer Uerdingen     |

| Anno | Giocatore          | Squadra                            |
| ---- | ------------------ | ---------------------------------- |
| 1987 | Peter Larsson      | IFK Göteborg Ajax                  |
| 1988 | Glenn Hysén        | Fiorentina                         |
| 1989 | Jonas Thern        | Malmö FF Benfica                   |
| 1990 | Tomas Brolin       | IFK Norrköping Parma               |
| 1991 | Anders Limpar      | Arsenal                            |
| 1992 | Jan Eriksson       | IFK Norrköping Kaiserslautern      |
| 1993 | Martin Dahlin      | Borussia M'gladbach                |
| 1994 | Tomas Brolin       | Parma                              |
| 1995 | Patrik Andersson   | Borussia M'gladbach                |
| 1996 | Roland Nilsson     | Helsingborg                        |
| 1997 | Pär Zetterberg     | Anderlecht                         |
| 1998 | Henrik Larsson     | Celtic                             |
| 1999 | Stefan Schwarz     | Valencia                           |
| 2000 | Magnus Hedman      | Coventry City                      |
| 2001 | Patrik Andersson   | Bayern Monaco Barcellona           |
| 2002 | Fredrik Ljungberg  | Arsenal                            |
| 2003 | Olof Mellberg      | Aston Villa                        |
| 2004 | Henrik Larsson     | Celtic Barcellona                  |
| 2005 | Zlatan Ibrahimović | Juventus                           |
| 2006 | Fredrik Ljungberg  | Arsenal                            |
| 2007 | Zlatan Ibrahimović | Inter                              |
| 2008 | Zlatan Ibrahimović | Inter                              |
| 2009 | Zlatan Ibrahimović | Inter Barcellona                   |
| 2010 | Zlatan Ibrahimović | Barcellona Milan                   |
| 2011 | Zlatan Ibrahimović | Milan                              |
| 2012 | Zlatan Ibrahimović | Milan Paris Saint-Germain          |
| 2013 | Zlatan Ibrahimović | Paris Saint-Germain                |
| 2014 | Zlatan Ibrahimović | Paris Saint-Germain                |
| 2015 | Zlatan Ibrahimović | Paris Saint-Germain                |
| 2016 | Zlatan Ibrahimović | Paris Saint-Germain Manchester Utd |
| 2017 | Andreas Granqvist  | Krasnodar                          |
| 2018 | Victor Lindelöf    | Manchester Utd                     |
| 2019 | Victor Lindelöf    | Manchester Utd                     |
| 2020 | Zlatan Ibrahimović | Milan                              |
| 2021 | Emil Forsberg      | RB Lipsia                          |
| 2022 | Dejan Kulusevski   | Tottenham                          |
| 2023 | Dejan Kulusevski   | Tottenham                          |
| 2024 | Viktor Gyökeres    | Sporting Lisbona                   |